# Tindouf (tỉnh)
Tindouf, cũng viết là Tinduf, (tiếng Ả Rập: تندوف) là tỉnh cực tây của Algérie, dân số 58.193 người theo điều tra dân số năm 2008, giáp biên giới với vùng Tombouctou của Mali, vùng Tiris Zemmour của Mauritanie và các vùng Guelmim-Oued Noun, Souss-Massa của Maroc. Tỉnh này phong phú tài nguyên với trữ lượng lớn quặng sắt ở khu vực Gara Djebilet gần biên giới với Mali.

## Các đơn vị hành chính

Bản đồ tỉnh với 2 đô thị

Tỉnh này được chia thành 1 daïra (huyện) Tindouf trùng với lãnh thổ tỉnh, là tỉnh duy nhất chỉ có 1 huyện. Huyện này lại được chia thành 2 đô thị, ít đô thị nhất trong quốc gia này.
- Tindouf (1) Oum El Assel (2)

Tỉnh này là nơi đóng lục quân và không quân của Algérie. Vị trí của tỉnh có tầm quan trọng chiến lược do nằm nơi giao nhau của biên giới 4 nước.
Từ khi độc lập năm 1956, vương quốc Marốc tuyên bố khu vực Tindouf và phía tây Algérie thuộc Marôc. Tuyên bố này dựa trên thực tế là cho đến năm 1952, Tindouf là một khu vực Marốc thuộc Pháp và được gắn bó hành chính với Agadir. Algérie không chấp nhận việc Maroc tuyên bố chủ quyền. Điều này đã dẫn đến cuộc chiến tranh cát năm 1963 dọc theo biên giới hai quốc gia ở vùng Tindouf.
Trong một quá trình bắt đầu năm 1969 và kết thúc trong cuộc họp thượng đỉnh OAU ở Rabat năm 1972, Marốc công nhận biên giới với Algérie để đổi lấy việc khai thác chung mỏ sắt ở Tindouf. Tuy nhiên, một bộ phận xã hội Maroc và một số chính đảng dân tộc chủ nghĩa vẫn xem Tindouf là một lãnh thổ của Marốc trong lịch sử, do đó Quốc hội Marốc vẫn chưa phê chuẩn hiệp ước công nhận biên giới.